# ユーニ
ユーニ (Juni) は、カプコンの対戦型格闘ゲーム『ストリートファイターZERO3』に登場する架空の人物。

## キャラクターの設定
秘密結社シャドルー総帥のベガに付き従うベガ親衛隊の一員。濃紺のスウェットスーツタイプの戦闘服と同色のギャリソンキャップに身を包んだ、オレンジ色の髪（作品によっては金髪）のショートカットが特徴の少女。ユーリとは任務で行動を共にすることが多い。
「ユーニ」という名前は、ドイツ語の「6月」に由来する。薬物と精神操作により肉体が強化されている。ベガ親衛隊の中でも戦闘力は高く、キャミィやユーリと同系統の足技を中心に戦う。また、豪鬼の戦闘データをもとに訓練しているため、「マッハスライド」や「アースダイレクト」など豪鬼の技に似た技を多く習得している。
アーケード版『ストリートファイターZERO3』（以下『ZERO3』）では通常のCPU戦には登場せず、特定のキャラクターの最終戦前の前哨戦にユーリと共に登場する。隠しコマンドを入力することでプレイヤーキャラクターとしても使えるが、その際のストーリーはベガのものと同一となる。エドモンド本田のエンディングにも登場し、ベガを倒されて行き場を失ったユーニたちは本田に引き取られて、しばらくの間は本田と共に相撲の稽古に励むことになる。
プレイステーション版『ZERO3』以降は通常のプレイヤーキャラクターとして選択できるようになり、個別のストーリーも追加された。ベガ直々の指令で格闘家リュウの素体データ収集の指令を受けるが、任務を遂行して帰還したユーニはベガに不要と判断されて処分されかかる。しかし生存本能に従い、主人であるベガに応戦して戦闘の末に勝利する。倒されたベガのサイコパワーの低下と肉体強化の副作用の影響を受けて、生命維持が困難となり意識を失う。目が覚めて洗脳が解けた後、ベガの亡骸にすがっていたユーニの前にユーリが現れて、ユーニに寄り添う。その後、爆発して壊滅したシャドルーの本部からユーニら親衛隊の姿は発見されず、彼女たちの姿はサイコドライブの謎と共に闇へと消えた。
『スーパーストリートファイターIV』のXbox 360版特典アニメでは、シャドルー基地を襲撃して他の親衛隊員を軽く倒したハン・ジュリに対してユーリと共に戦うが敗北する。ユーリと共に意識を失ったところをベッドに縛り付けられてS.I.N.社に輸送されるが、救出しに来たキャミィがジュリと対決している際にベッドごと輸送飛行艇からジュリに放り出される。キャミィのオープニングとエンディングには病院に緊急搬送されて一命を取り留めたユーニが登場する。洗脳からは解放されたようで、エンディングでは笑顔も覗かせている。
『ストリートファイターV』（以下『V』）のストーリー上ではデルタレッドの保護観察の下にあり、外出許可が下りて猫の餌を買う姿などが見られる。また、新四天王のファンは「裏切り者のキラー・ビー（キャミィ）は殺すとして006（ユーニ）は回収し再調整する」としてユーニを狙っている。なお、洗脳が解けたときの本来の彼女の性格は天然マイペースで、大の猫好きでその話題になると止まらず、また、新しい知識を得ることも好き。マシュー・マッコイに料理を習い始めたのと同時に、デルタレッドのトレーニングにも参加し始めている。『V』の公式ホームページ「シャドルー格闘家研究所」の「キャラ図鑑」にて体格と血液型以外の個別データが明かされている。

### その他の作品
『NAMCO x CAPCOM』では、プロローグからキャミィの部下としてユーリとともに登場。基本的に『ZERO3』の設定を踏襲しており、ベガ親衛隊としてプレイヤーの前に幾度となく姿を現す。物語終盤において空中戦艦バルログの中央動力室でサイコドライブを守るためにリュウたちに戦いを挑むが、敗北して死亡する。死ぬ寸前にサイコパワーの呪縛から解放された演出があったユーリとは異なり、致命傷を受けてもベガへの忠誠は忘れず、命を落とす瞬間までベガのことを想い続けていた。敵キャラクターとして登場するのみで、プレイヤー側は使用できない。
『SNK VS. CAPCOM SVC CHAOS』と『CAPCOM FIGHTING Jam』ではベガのエンディングに登場する。
『SNK VS. CAPCOM 激突カードファイターズ』シリーズでは個別キャラクターカードが存在する。

## キャラクター制作
元々はユーリと共に、開発スタッフのKIMOKIMOによって家庭用版『ZERO3』に収録予定だったオマケゲームに登場する量産型の雑魚キャラクターとして作られたが、結果的にプレイヤーキャラクターとして登場することになった。
基となったキャミィのキャラクターデザインを担当したあきまんは、キャラクターを勝手に増やしたことに難色を示していた。

## ゲーム上の特徴
キャミィやユーリとほぼ同じキャラクター性能や技を持っているが、大半の技がタメ系のコマンドとなっており、前述の2人とはやや使い勝手が異なる。オリジナルの投げ技や移動技を有するため、あらゆる距離で立ち回れるのが強み。

## 技の解説

### 通常技
技名は『ZERO3』時のもので、同作に登場するキャミィとほぼ同じ技構成となっているが、立ち状態の遠近およびジャンプ状態の垂斜の区別はない。
| 操作     | 立ち                 | しゃがみ         | ジャンプ               |
| -------- | -------------------- | ---------------- | ---------------------- |
| 弱パンチ | フーリガンジャブ     | ラピッドファイア | ダガーショット         |
| 中パンチ | リフトアッパー       | ライトグレネード | アームブレード         |
| 強パンチ | スイングナックル     | トーピドーシェル | フィストボム           |
| 弱キック | ニーショック         | スタンレイピア   | パワーデトネイター     |
| 中キック | マイティレッグ       | トゥーバズソー   | スナイピングヒール     |
| 強キック | スティールスライサー | グランドスイープ | クリティカルストライク |

### 通常投げ
フーリガンスープレックス
背後から相手の腰を掴み、ブリッジを利かせて後方に叩きつける。
フランケンシュタイナー
両脚で相手の首を挟んで後方に投げ飛ばす。
フライングネックハント
空中投げ。相手の首元を片手で掴んで投げ落とす。
エアフランケンシュタイナー
空中投げ。ジャンプ中に出す「フランケンシュタイナー」。

### 特殊技
フォーリングアーク
中段のかかと落とし。ユーリのものと性能は同じ。
サイコシールド
相手の攻撃をガードした直後にコマンド入力して、前方に相手を押し返す特殊ガード。X-ISM以外は空中でも使用可能。

### 必殺技
キャノンスパイク
身体を捻りながら上方に向かってキックを繰り出す。性能はキャミィやユーリの技と同様だが、コマンドがタメ系になっている。
スパイラルアロー
キャミィの技と性能は同じだが、コマンドが異なる。ボタンの弱・中・強により飛距離が変化する。空中でも出すことができる。
フーリガンコンビネーション
コマンドと性能はキャミィの技と同様。回転しながらの前方ジャンプで相手に飛び付いて投げる技で、ガード不能な上に相手がいかなる状態（立ち、しゃがみ、空中）でも捕まえられる。技は追加入力によって以下のように派生する。
フェイタルレッグツイスター
投げ技。相手の身体の低い位置か、しゃがみ時に密着した時に出せる。「フランケンシュタイナー」と同じ動作で地面に叩きつける。
クロスシザースプレッシャー
投げ技。相手の身体の高い位置か、空中で密着した時に出せる。回転しながら地面に叩き付ける。
レイザーエッジスライサー
スライディングによる下段攻撃を行う。
キャノンストライク
空中から鋭角に急降下してキックを放つ。単体でも使用できる。
マッハスライド
高速で前方に移動する技で、攻撃判定はない。発動時に一瞬だけ姿が掻き消えるため、相手に密着して出せば相手の背後に回ることができる。ZEROカウンター限定で使用するユーリとは違い、いつでも使用可能。
アースダイレクト
相手を掴んで飛び上がり、空中で連続回転してから体重を乗せて地面に叩き付ける投げ技。ユーニ固有の技であり、タメ系が多いユーニの技の中では数少ないすぐに出すことのできる技。

### スーパーコンボ
サイコストリーク
敬礼のポーズと共にベガが出現して「サイコクラッシャー」で相手に突っ込んでいく。もとは『ストリートファイターZERO2'』でのキャミィのオリジナル技だったが、『ZERO3』ではユーニ固有の技となった。
スピンドライブスマッシャー
Z-ISMでのみ使用可能。「スパイラルアロー」→「キャノンスパイク」の連続攻撃。これもキャミィのものとほぼ同性能だが、コマンドはタメ系となっている。

### ドラマチックバトル専用技
対CPU戦でユーリと共に登場する場合、およびドラマチックバトルにおけるパートナーがユーリである場合、以下のコンビネーション技が使用可能になる。
サイコチャージβ
特殊技。通常はユーニ自身の体力を僅かに回復する。発動中は全くの無防備状態になる。
ただし、ユーリが地上でニュートラル状態の場合のみ、「マッハスライド」でユーリの傍に移動した後、気合を集中させてユーリの体力を回復する。ユーリを回復させた場合、ゲージを消費しないにもかかわらず回復量はかなりのものだが、二人が同時に無防備になるためスキは大きい。
サイコローリング
Z-ISMのみ使用可能なスーパーコンボ。ユーリと共に回転しながら突撃する。発動条件はやや限定される。与えるダメージは低い。
デスクロスダンシング
Z-ISMのみ使用可能なスーパーコンボ。相手を掴んだ後にユーリと2人で両側から連続攻撃を叩き込み、「スナイピングアロー」（ユーリの固有技）で止めを刺す。発動条件はやや限定され、攻撃が成立する条件はさらに厳しい。見た目の派手さと発動条件の厳しさにもかかわらず、与えるダメージは低い。

## 担当声優
- 河本明子（『ZERO3』『NAMCO x CAPCOM』『V』『6』）
- 木村はるか（『スパIV』）
- ミシェル・ラフ（『スパIV』『V』英語ボイス）

## その他
- 『ストリートファイターZERO3↑↑』のマキとユンに対する勝利メッセージが、ユーリのそれと同じものになっている。
- UDONによるアメリカンコミックでは、シャドルーに拉致される前はドイツに家族と恋人がいたが、洗脳後に自らの手で家族を殺すことになる。

## 登場作品
- ストリートファイターZERO3
  - ストリートファイターZERO3↑（アッパー）
  - ストリートファイターZERO3↑↑（ダブルアッパー）
- SNK VS. CAPCOM 激突カードファイターズ全シリーズ（トレーディングカードゲーム版も含む）
- NAMCO x CAPCOM
- SNK VS. CAPCOM SVC CHAOS
- CAPCOM FIGHTING Jam
- スーパーストリートファイターIV
  - スーパーストリートファイターIV Arcade Edition
  - ウルトラストリートファイターIV
- ストリートファイターV